# IC 3372
IC 3372 ist eine linsenförmige Galaxie vom Hubble-Typ S0 im Sternbild Coma Berenices am Nordsternhimmel. Sie ist schätzungsweise 858 Millionen Lichtjahre von der Milchstraße entfernt.
Das Objekt wurde am 23. März 1903 vom deutschen Astronomen Max Wolf entdeckt.